# 道の駅あわくらんど
道の駅あわくらんど（みちのえき あわくらんど）は、岡山県英田郡西粟倉村にある国道373号の道の駅である。
2015年1月に重点道の駅候補に選定された。
あわくら温泉に近く、国道373号からバイパス「志戸坂峠道路」が分岐する西粟倉ICに隣接し、現道、バイパスのどちらからでも利用しやすい。

## 施設
- 駐車場
  - 普通車：33台
  - 大型車：7台
  - 身障者用：1台
- トイレ
  - 男：大 8器、小 17器
  - 女：19器
  - 身障者用：1器
- 売店
- レストラン
- 自動販売機 (24時間)
- 郵便ポスト（大原郵便局）

## 休館日
- 1月1日

## アクセス
- 国道373号 - 登録路線
- 国道373号志戸坂峠道路西粟倉IC

## 隣
E29 鳥取自動車道
(2) 大原IC/BS - 西粟倉BS - (3) 西粟倉IC/道の駅あわくらんど - 坂根交差点 - 駒帰交差点 - 福原PA/BS（PAは上り線側のみ） - (4) 智頭南IC（佐用方面出入口のみ）